# 庾道憐
庾 道憐（ゆ どうりん）は、中国東晋の廃帝司馬奕の皇后。庾文君（明穆皇后、司馬奕の祖母）の姪。本貫は潁川郡鄢陵県。父は庾冰（明穆皇后の兄）。

## 生涯
東海王司馬奕（後の廃帝）に嫁ぎ、妃（正室）となった。
興寧3年（365年）7月、司馬奕の即位に伴い皇后に立てられた。しかし、冊立されてからわずか10ヵ月の太和元年5月戊寅（366年7月5日）、崩じた。孝と諡され、敬平陵に葬られた。 
太和6年（371年）、司馬奕が廃され海西公に降格されると、道憐も海西公夫人に追降された。太元11年（386年）、司馬奕が没すると、道憐の遺体は呉県に移され夫と合葬された。

## 伝記資料
- 『晋書』巻32 列伝第2 后妃下